# Ionosfera

Esquema de la propagación por onda corta mediante rebotes sucesivos ionosfera-tierra, que permite sobrepasar el horizonte electromagnético.

La ionósfera o ionosfera es la parte de la atmósfera terrestre ionizada permanentemente debido a la fotoionización que provoca la radiación solar. Se sitúa entre la mesosfera y la exosfera, y en promedio se extiende aproximadamente entre los 80 km y los 400 km de altitud, aunque los límites inferior y superior varían según autores y se quedan en 80-90 km respectivamente. Por otra parte, algunos consideran que la alta ionosfera constituye el límite inferior de la magnetosfera, solapándose ligeramente ambas capas (entre los 500 km y 600-800 km). La ionosfera pertenece a la termosfera, por las elevadas temperaturas que se alcanzan en ella debido a que los gases están en general ionizados. Si el sol está activo, las temperaturas en la termosfera pueden llegar a 1500 °C; sin embargo, estas elevadas temperaturas no se corresponden con la sensación de calor que tendríamos en la troposfera porque en la termosfera la densidad es muchísimo más baja. Los gases aparecen ionizados porque esta capa absorbe las radiaciones solares de menor longitud de onda (rayos gamma y rayos X) que son altamente energéticos.
Entre las propiedades de la ionosfera, encontramos que esta capa contribuye esencialmente en la reflexión de las ondas de radio emitidas desde la superficie terrestre, lo que posibilita que estas puedan viajar grandes distancias sobre la Tierra gracias a las partículas de iones (cargadas de electricidad) presentes en esta capa. Además, en esta capa se desintegran la mayoría de meteoroides, a una altura entre 80 y 110 km, debido al rozamiento con el aire y dan lugar a meteoros o estrellas fugaces.
Pero las estrellas fugaces no son el único fenómeno luminoso que ocurre en esta capa. En las regiones polares las partículas cargadas portadas por el viento solar son atrapadas por el campo magnético terrestre incidiendo sobre la parte superior de la ionosfera y dando lugar a la formación de auroras.

## Historia del descubrimiento
Ya en 1839, el matemático y físico alemán Carl Friedrich Gauss postuló que una región de la atmósfera conductora de electricidad podría explicar las variaciones observadas en el campo magnético terrestre. Sesenta años después, Guglielmo Marconi recibió la primera señal de radio transatlántica el 12 de diciembre de 1901, en San Juan de Terranova (actualmente en Canadá) utilizando una antena 152,4 m (500 pies) apoyada en un cometa para la recepción. La estación transmisora de Poldhu, Cornualles, utilizaba un transmisor de chispa para producir una señal con una frecuencia de aproximadamente 500 kHz y una potencia 100 veces superior a cualquier señal de radio producida anteriormente. El mensaje recibido eran tres dits, el código Morse para la letra S. Para llegar a Terranova, la señal tendría que rebotar dos veces en la ionosfera. Sin embargo, el Dr. Jack Belrose ha rebatido esta afirmación basándose en trabajos teóricos y experimentales. Sin embargo, Marconi logró las comunicaciones inalámbricas transatlánticas en Glace Bay, un año más tarde.
En 1902, Oliver Heaviside propuso la existencia de la capa Kennelly-Heaviside de la ionosfera que lleva su nombre. La propuesta de Heaviside incluía los medios por los que las señales de radio se transmiten alrededor de la curvatura de la Tierra. También en 1902, Arthur Edwin Kennelly descubrió algunas de las propiedades radioeléctricas de la ionosfera.
En 1912, el Congreso de Estados Unidos impuso la Ley de Radio de 1912 a los radioaficionados, limitando sus operaciones a frecuencias superiores a 1,5 MHz (longitud de onda de 200 m o menor). El gobierno consideraba que esas frecuencias eran inútiles. Esto condujo al descubrimiento de la propagación de la radio de alta frecuencia a través de la ionosfera en 1923.
En 1926, el físico escocés Robert Watson-Watt introdujo el término ionosfera en una carta publicada recién en 1969 en Nature:

En los últimos años hemos visto la adopción universal del término 'estratosfera'...y...el término compañero 'troposfera'.... El término "ionosfera", para la región en la que la característica principal es la ionización a gran escala con considerables trayectorias libres medias, parece apropiado como adición a esta serie.

A principios de la década de 1930, las transmisiones de prueba de Radio Luxemburgo proporcionaron inadvertidamente pruebas de la primera modificación por radio de la ionosfera; HAARP llevó a cabo una serie de experimentos en 2017 utilizando el epónimo Efecto Luxemburgo.
Edward Victor Appleton fue galardonado con un Premio Nobel en 1947 por su confirmación en 1927 de la existencia de la ionosfera. Lloyd Berkner midió por primera vez la altura y la densidad de la ionosfera. Esto permitió la primera teoría completa de la propagación de la radio de onda corta. Maurice V. Wilkes y J. A. Ratcliffe investigaron el tema de la propagación de ondas de radio muy largas en la ionosfera. Vitaly Ginzburg desarrolló una teoría de la propagación de ondas electromagnéticas en plasmas como la ionosfera.
En 1962 se lanzó el satélite canadiense Alouette 1 para estudiar la ionosfera. Tras su éxito se lanzaron Alouette 2 en 1965 y los dos satélites ISIS en 1969 y 1971, además de AEROS-A y -B en 1972 y 1975, todos ellos para medir la ionosfera.
El 26 de julio de 1963 se lanzó el primer satélite geosíncrono operativo Syncom 2. Las radiobalizas a bordo de este satélite (y de sus sucesores) permitieron -por primera vez- medir la variación del contenido total de electrones (TEC) a lo largo de un haz de radio desde la órbita geoestacionaria hasta un receptor terrestre. (La rotación del plano de polarización mide directamente el TEC a lo largo del trayecto).  La geofísica australiana Elizabeth Essex-Cohen a partir de 1969 estuvo utilizando esta técnica para monitorizar la atmósfera sobre Australia y la Antártida.

## Definición como capa

Comparación entre el perfil de temperatura y la concentración de electrones en función de la altura.

Existe una diferencia entre los criterios seguidos para designar una capa como termosfera o  ionosfera, por lo que se trata de dos entidades físicas a priori diferentes. Mientras que la designación de termosfera se basa simplemente en el perfil de temperaturas vertical, el criterio para designar la ionosfera hace referencia a la presencia destacable de iones y eso tiene relación con la energía solar que utilizan los escasos átomos de gases del aire para ionizarse: la ionización es el proceso que provoca que gran parte del aire se caliente. Sin embargo, los límites obtenidos con ambos criterios son muy difusos y además coinciden entre sí. De hecho, según algunos autores la ionosfera estaría contenida en la termosfera, mientras que según otros, sería al contrario y la termosfera se contendría en la ionosfera, y, sin embargo, los intervalos de ambas capas son aproximadamente coincidentes en todos los casos.
A pesar de ello, existe una pequeña diferencia entre el criterio de la ionización y el de la temperatura, y es que debido a la variación de la radiación solar entre el día y la noche, la ionización de las capas altas de la atmósfera cambian más bruscamente con el ciclo diario que el perfil de temperatura vertical, que se mantiene aproximadamente constante. Por ese motivo, los límites asociados a la ionosfera son todavía más variables que los de la termosfera. De hecho, el límite inferior de la ionosfera es muy variable: mientras que por la noche se encuentra en la capa E, a unos 110 km, durante el día aparece una capa D, alrededor de los 60 km. La explicación de este hecho es relativamente sencilla: la radiación ultravioleta es absorbida por los gases que forman el aire en las capas atmosféricas más elevadas durante la noche y también durante el día (en mayor proporción, obviamente) y transformada en iones, que son buenos conductores de la electricidad, lo mismo que vemos en un tubo de neón y en la producción de las auroras polares, las cuales se deben también a este proceso.
Dicho en otros términos: la radiación solar contiene longitudes de onda que van desde los rayos infrarrojos (los de mayor longitud de onda) hasta los ultravioleta (los de menor longitud de onda). El espectro visible solo va desde el rojo hasta el violeta. Los seres humanos tienen que protegerse tanto de la radiación infrarroja (cremas o filtros solares, que deben aplicarse independientemente de la temperatura como sucede en los lugares nevados, donde las quemaduras por el sol pueden ser muy graves) y también de los ultravioleta (rayos UVA) especialmente en los lentes de sol para protegernos los ojos. Pero la mayor parte de los rayos ultravioleta que nos llegan del sol son "filtrados" en las capas superiores de la atmósfera transformando los escasos átomos de gases atmosféricos en iones y esta ionización es la que calienta esa capa ionizada, ya que dicha ionización corresponde a una verdadera excitación electrónica que causa el aumento del calor de la termosfera. Dicho calor, aunque puede ser muy elevado, carece de sentido por estar producido en un ambiente muy enrarecido de gases (se trata de un proceso similar al de los hornos de microondas, donde el calor producido se disipa con mayor rapidez que en un horno convencional al cesar la excitación producida eléctricamente en los alimentos).
Así pues, los rayos ultravioleta del espectro solar ionizan las capas altas de la atmósfera y, a su vez, la capa ionizada impide la propagación hacia la superficie terrestre de los nuevos rayos ultravioleta. Como resulta lógico, cuando mayor es la intensidad de la radiación solar (en horas del mediodía y algo después), la ionización profundiza más en la atmósfera (hasta más abajo).

## Composición

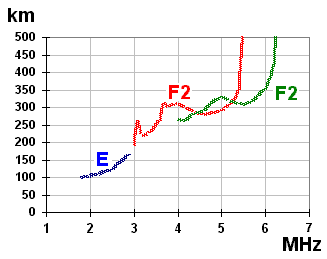
Ionograma, mostrando la altura a la que se reflejan ondas según las distintas frecuencias. Los saltos en esta función permiten definir una serie de capas, con características diferentes.

En la ionosfera, los gases atmosféricos son tan tenues que es posible encontrar electrones libres y iones positivos. La ionosfera posee por lo tanto propiedades de un gas tenue y de un plasma. La masa total de la ionosfera es inferior a un 0,1 % de la masa de la atmósfera. Las cargas se separan por la acción de las radiaciones de alta energía provenientes del Sol. En las capas tenues de la ionosfera los tiempos de recombinación de los iones son superiores al periodo día noche por lo que la ionosfera retiene gran parte de sus propiedades incluso en las regiones no iluminadas del planeta. Dependiendo del grado de ionización de cada nivel de altura pueden encontrarse picos de ionización en capas denominadas "D", "E", "F1," y "F2". Dado que el grado de ionización es producido directamente por la acción solar una actividad anómala del Sol puede alterar las propiedades de la ionosfera y su capacidad de reflejar las ondas de radio terrestre alterando las comunicaciones en la Tierra.
La estructura de la ionosfera viene marcada por el gradiente de la densidad electrónica.
Así tenemos las siguientes capas:
- 60 km: capa D. Solo aparece durante el día y es sumamente absorbente para frecuencias por debajo de unos 10 MHz, protegiendo la superficie terrestre de gran parte de la radiación espacial.
- 80-110 km: capa E o capa de Kennelly-Heaviside (o capa de Heaviside).
- 180-600 km: capas F o capas de Appleton. Las capas F se elevan por la noche por lo que cambian sus propiedades de reflexión.[15]

- 180-300 km: capa F1. Esta capa sufre una fluctuación diaria mayor que la F2, por lo que llega a mezclarse con ésta.
- 300-600 km: capa F2. Es la capa más alta de la ionosfera.

## Características
La ionosfera es un sistema dinámico, en constante cambio, gobernado por múltiples parámetros, de los cuales tienen una influencia destacable todas las variaciones que se producen en la atmósfera, como:
- Las emisiones electromagnéticas.
- Las variaciones que se producen en el campo magnético terrestre.

Un caso real de aplicación de estas medidas fue el terremoto de mayo de 1960 en Chile, donde se detectó en la ionosfera, con 6 días de antelación un aumento en la generación de emisiones electromagnéticas (EMEs).
El método más preciso actualmente para medir esas variaciones ionosféricas son los ionogramas.
Para tratar cada una de las peculiaridades que acontecen en la ionosfera, ésta se estructuró en una serie de regiones.
La región que hay más allá de la ionosfera recibe el nombre de exosfera y se extiende hasta los 9600 kilómetros, lo que constituye el límite exterior de la atmósfera.